# Alsterburg

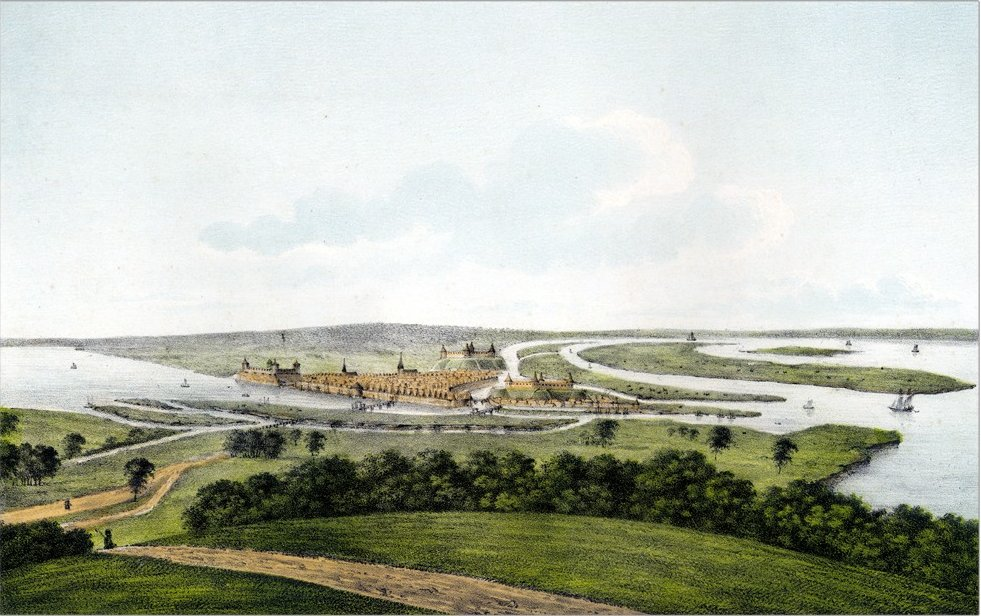
Diese Lithografie der Gebrüder Suhr von 1835 soll Hamburg um 1150 darstellen, umgeben von drei gleichzeitigen Burgen: Alsterburg (ganz links), Hammaburg (im Hintergrund) und Neue Burg (vorn rechts). Heute geht man davon aus, dass Hammaburg und Neue Burg nacheinander bestanden und eine dritte (Alster-)Burg nie existierte.

Die sogenannte Alsterburg ist eine lange Zeit in der historischen Literatur vermutete mittelalterliche Niederungsburg in der Hamburger Altstadt, die jedoch nie archäologisch erfasst und belegt, sondern ausschließlich schriftlich erwähnt wurde. Neuesten archäologischen Erkenntnissen zufolge hat die Alsterburg niemals wirklich existiert, allenfalls handelt es sich um eine alternative Bezeichnung der belegten Neuen Burg in den schriftlichen Überlieferungen.

## Geschichte
Die noch in zahlreichen Publikationen dargestellte Lage der „Alsterburg“ beruht auf Ausgrabungsergebnissen, die beim Bau des Hamburger Rathauses 1888 von E. H. Wichmann gewonnen werden konnten. Wichmann deutete ein ca. 14 × 14 Meter großes eckiges Fundament, welches aus einer Pfahlrammung, darüber liegenden Holzrosten und Granitblöcken besteht, als Fundament einer Turmburg. Dieses Fundament setzte er mit der bei Adam von Bremen (Hamburger Kirchengeschichte, Buch II, 70) erwähnten Hofburg, der sogenannten Alsterburg, welche Herzog Bernhard II. errichten ließ, gleich. Die Beobachtung von Ziegelbruch im Fundament macht hingegen deutlich, dass es sich um einen jüngeren Baubefund handelt der nicht mit der Burg von Herzog Bernhard II. (Regierungszeit 1011–1059) in Zusammenhang stehen kann. Ziegelsteine werden im norddeutschen Raum erst seit dem 12. Jahrhundert verwendet. Eine Datierung des Fundaments in das 11. Jahrhundert ist daher falsch. Zudem wurden Turmburgen in Schleswig-Holstein und Mecklenburg ebenfalls erst ab dem 12./13. Jahrhundert errichtet.
Die auf den Ausgrabungen 2014/15 (Hahntrapp), 2016/17 (Großer Burstah) und 2019/20 (Neue Burg) gewonnenen Dendrodaten datieren die Bauzeit der Neuen Burg hauptsächlich in einen Zeitraum zwischen 1021 und 1023, also in die Regierungszeit von Herzog Bernhard II.
Folgende Textpassage aus der Kirchengeschichte Hamburgs von Adam von Bremen:
„Dadurch aber sah sich der Herzog (Bernhard II) veranlaßt, es diesem Bauwerk gleichzutun und ebenfalls im gleichen Burgbezirk ein festes Haus zu errichten. So stand nach dem Wiederaufbau des Ortes auf der einen Seite des Doms die Bischofspfalz, auf der anderen die Hofburg des Herzogs“
kann aufgrund der Datierung nicht auf das Fundament unter dem Rathaus bezogen werden, sondern auf die zwischen 1021 und 1023 errichtete Neue Burg. Dementsprechend kann angenommen werden, dass es sich bei der bisher als „Alsterburg“ angesprochenen Burg um die Neue Burg handelt.
Wenn die Chronologie von Adam von Bremen stimmt, wird in der Regierungszeit von Herzog Ordulf (1059–1072) von dem Bau einer Neuen Burg berichtet.
„Denn auch der Herzog gab damals die alte Hamburger Feste auf und ließ für sich und die Seinen zwischen Elbe und Alster eine Neue Burg (quoddam presidium) errichten. So merkwürdig schieden sich Herzen und Wohnstätten der beiden, und der Herzog bewohnte die neue, der Erzbischof die alte Ansiedlung“
Diese Burg (quoddam presidium) wird in der Literatur als „Neue Burg“ angesprochen. Es ist daher anzunehmen, dass die ältere sogenannte „Alsterburg“ und die jüngere Neue Burg identisch sind. Sollte diese Gleichsetzung stimmen, wurde die Alsterburg/Neue Burg 1139, nach der vorübergehenden Vertreibung Graf Adolfs II., im Verlauf des Rückzugs durch Heinrich von Badewide aus dem Geschlecht der Grafen von Orlamünde von Grund auf zerstört.